# Italská pobřežní stráž
Italská pobřežní stráž (italsky: Corpo delle Capitanerie di porto – Guardia costiera) je složkou Italského námořnictva podřízenou ministerstvu infrastruktury a dopravy. Její velení je v Římě. Tvoří ji několik větších oceánských hlídkových a hlídkových lodí, doplněných množstvím menších člunů různých typů.

## Složení

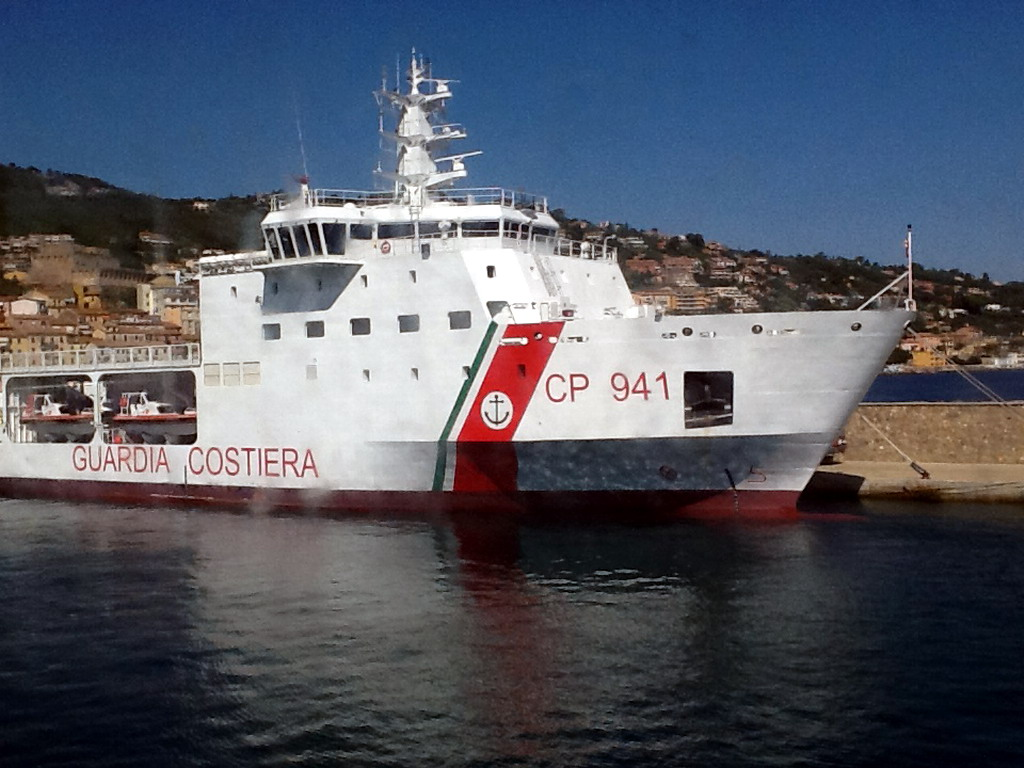
Ubaldo Diciotti (CP 941)

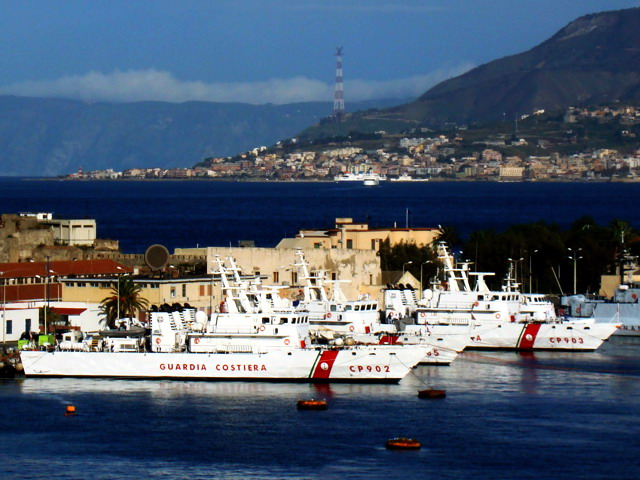
Italské hlídkové lodě třídy Diciotti

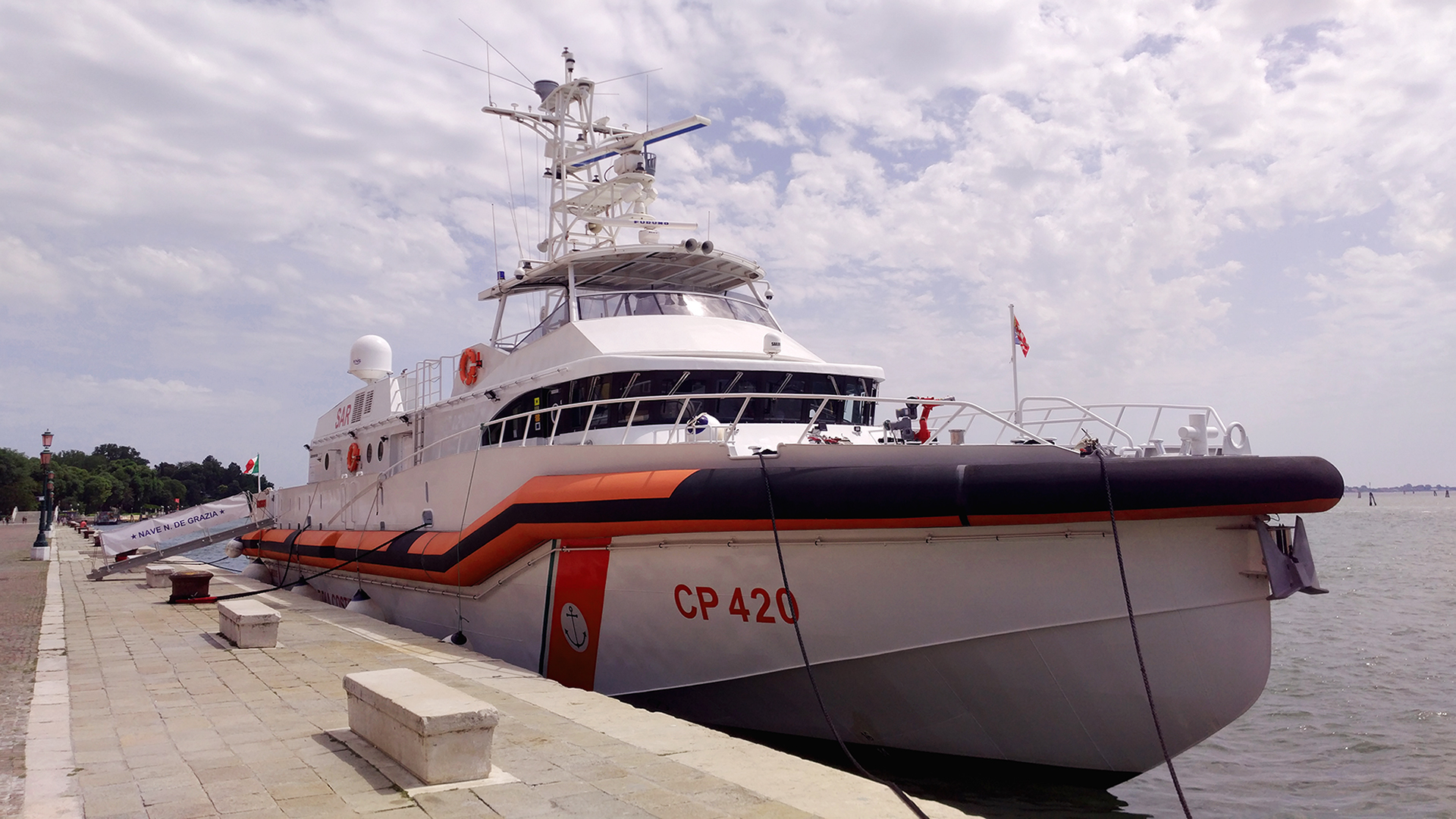
N. De Grazia (CP 420)

- Třída Dattilo – oceánská hlídková loď
  - Luigi Dattilo (CP 940)
  - Ubaldo Diciotti (CP 941)

- Bruno Gregoretti (CP 920) – ceánská hlídková a podpůrná loď

- Třída Diciotti – hlídková loď
  - Saettia (CP 901)
  - Michele Fiorillo (CP 904)
  - Alfredo Peluso (CP 905)
  - Oreste Corsi (CP 906)

- Třída Angeli del Mare – hlídková loď
  - N. De Grazia (CP 420)
  - R. Aringhieri (CP 421)
  - A. Visalli (CP 422)

- Třída 200/S – hlídková loď
  - (CP 265)
  - (CP 267)
  - (CP 268)
  - (CP 271)
  - (CP 273)
  - (CP 274)
  - (CP 276)
  - (CP 277)
  - (CP 278)
  - (CP 280)
  - (CP 281)
  - (CP 282)
  - (CP 283)
  - (CP 284)
  - (CP 285)
  - (CP 286)
  - (CP 287)
  - (CP 288)
  - (CP 289)
  - (CP 290)
  - (CP 291)
  - (CP 292)

## Plánované akvizice
- Víceúčelová hlídková loď – V listopadu 2021 objednána u loděnice Fincantieri s opcí na další dvě jednotky.[1] Kýl plavidla byl založen 31. března 2023.[2]

- Francese – Víceúčelová hlídková loď rozestavěna v července 2025 v loděnici Fincantieri v Riva Trigoso. Dokončení plánováno na rok 2027.[3]